# Lorna Beal
Lorna Beal (* 28. November 1923 in Hawthorn, Australien als Lorna Larter; † 10. August 2020 in Blackburn South) war eine australische Cricketspielerin, die zwischen 1948 und 1951 für die australische Nationalmannschaft spielte.

## Kindheit und Ausbildung
Larter begann das Cricketspiel mit 12 Jahren. Ab 1938 spielte sie für den South Hawthorn Ladies Cricket Club.

## Aktive Karriere
Zunächst spielte sie als Eröffnungs-Batterin für Victoria. Ihr Debüt in der Nationalmannschaft gab sie im März 1948 bei der ersten Begegnung Australiens mit Neuseeland in Wellington. Auf der Position der Wicket-Keeperin gelangen ihr 13* Runs. Ein Jahr später kam England nach Australien und Larter bestritt alle drei WTests, wobei sie ihre beste Leistung mit 17 Runs und drei Stumpings im zweiten WTest der Serie in Melbourne hatte. Für ihre letzte Tour für Australien begab sie sich in der Saison 1951 auf die mehrere Wochen dauernde Schiffsreise nach England. Hier konnte sie im abschließenden WTest im Londoner Oval noch ein Mal drei Catches erreichen.

## Nach der aktiven Karriere
Auf der Schiffsreise nach England lernte sie ihren späteren Ehemann Roy Beal kennen. Nach der Tour gab sie das Cricketspielen für Australien auf und widmete sich dem Golf. Sie trat dem National Ladies’ Golf Union Council bei und wurde Club-Kapitänin des Box Hill Golf Clubs. Auch arbeitete sie mit der Pioneer Victorian Ladies Cricket Association.